# Metsamor
Metsamor (en armenio, Մեծամոր) es una ciudad de Armenia situada en la provincia de Armavir. Tiene una población estimada, a inicios de 2022, de 8400 habitantes.
Recibe su nombre del río Metsamor. La localidad fue fundada en 1969 para dar vivienda a los trabajadores de la central nuclear Metsamor, la única central nuclear del país. La central cerró en 1988 tras el terremoto de Spitak, pero el nuevo Gobierno de la Armenia independiente tuvo que reabrirla en 1993 como respuesta al bloqueo económico turco-azerí, y a principios del siglo XXI se ha estado generando aquí el 40% de la electricidad armenia.
Se ubica en la periferia oriental de Armavir, sobre la carretera M5, que lleva a Echmiadzin.